# Kristin Lysdahl
Kristin Anna Lysdahl (* 29. Juni 1996 in Asker, Akershus) ist eine norwegische Skirennläuferin. Sie startet vor allem in den Disziplinen Riesenslalom und Slalom.

## Biografie
Lysdahl bestritt ab Dezember 2011 erste FIS-Rennen in ihrer Heimat. Nach mehreren Ergebnissen unter den besten 10 gelang ihr im Dezember 2013 in einem Riesenslalom der erste Erfolg auf dieser Ebene. In der Vorbereitung zur Saison 2014/15 ging sie bei einigen Rennen im Rahmen des Australian New Zealand Cups an den Start und erreichte dabei zwei Platzierungen unter den besten zehn. Am 1. Dezember 2014 gab sie beim Slalom von Hemsedal ihr Debüt im Europacup und erreichte dabei als 28. auf Anhieb die ersten Punkte in dieser Rennserie. Im weiteren Verlauf des Winters startete sie in Hafjell bei den Juniorenweltmeisterschaften, wo sie als bestes Ergebnis Rang zwölf in der Abfahrt erzielte. Bei den norwegischen Meisterschaften gewann sie zum Abschluss der Saison hinter Mina Fürst Holtmann und Maria Therese Tviberg Bronze in der Abfahrt.
In der folgenden Saison zeigte sich Lysdahl vor allem in der Abfahrt und im Riesenslalom verbessert. Im Januar 2016 gelang ihr als Sechste des Riesenslaloms von Zinal die erste Top-Ten-Platzierung im Europacup, der sie einen Monat später mit Rang drei in der Abfahrt von Davos den ersten Podestplatz folgen ließ. Bei den im selben Jahr in Sotschi stattfindenden Juniorenweltmeisterschaften gewann sie Bronze mit der Mannschaft und wurde zudem Sechste im Slalom und Achte in der Abfahrt. Am 11. März 2016 feierte sie in der Abfahrt von Saalbach-Hinterglemm zeitgleich mit Christina Ager ihren ersten Sieg im Europacup. Der Winter 2016/17 begann für Lysdahl erfolgreich: sie gewann den Europacup-Riesenslalom in Trysil und erreichte bis Mitte Dezember drei weitere Podestplätze in dieser Rennserie.
Am 27. Dezember 2016 kam Lysdahl beim Riesenslalom am Semmering erstmals im Weltcup zum Einsatz, verpasste aber die Qualifikation für den zweiten Durchgang. Einen Tag später gewann sie in einem weiteren Riesenslalom an selber Stelle als 17. die ersten Weltcuppunkte. Bei den Weltmeisterschaften 2017 in St. Moritz ging sie in vier Disziplinen an den Start und erreichte als bestes Ergebnis Rang 17 in der Kombination. Zum Abschluss des Winters wurde sie in Narvik norwegische Meisterin in der Kombination. In die Weltcup-Saison 2017/18 startete sie mit einem achten Rang in Sölden. Bei den Olympischen Winterspielen 2018 in Pyeongchang gewann sie die Bronzemedaille im Mannschaftswettbewerb, bei den Weltmeisterschaften 2021 in Cortina d’Ampezzo die Goldmedaille in derselben Disziplin, hierbei jedoch ohne Einsatz.
Mitte Dezember 2021 zog sich Lysdahl beim Slalomtraining einen Kreuzbandriss zu und verpasste den somit den Rest der Saison. Bei den Weltmeisterschaften 2023 in Méribel gewann sie mit dem norwegischen Team die Silbermedaille im Mannschaftswettbewerb.

## Erfolge

### Olympische Spiele
- Pyeongchang 2018: 3. Mannschaftswettbewerb, 18. Riesenslalom, 25. Slalom

### Weltmeisterschaften
- St. Moritz 2017: 17. Alpine Kombination, 23. Riesenslalom, 24. Abfahrt, 27. Super G
- Åre 2019: 5. Mannschaftswettbewerb, 20. Riesenslalom
- Cortina d’Ampezzo 2021: 1. Mannschaftswettbewerb, 7. Slalom, 16. Riesenslalom
- Méribel 2023: 2. Mannschaftswettbewerb, 13. Parallelrennen, 19. Slalom

### Weltcup
- 20 Platzierungen unter den besten zehn in Einzelrennen, davon 1 Podestplatz
- 2 Podestplätze bei Mannschaftswettbewerben, davon 1 Sieg

### Weltcupwertungen
| Saison  | Gesamt | Gesamt | Riesenslalom | Riesenslalom | Slalom | Slalom | Parallel | Parallel |
| Saison  | Platz  | Punkte | Platz        | Punkte       | Platz  | Punkte | Platz    | Punkte   |
| ------- | ------ | ------ | ------------ | ------------ | ------ | ------ | -------- | -------- |
| 2016/17 | 98.    | 24     | 37.          | 24           | –      | –      | –        | –        |
| 2017/18 | 60.    | 104    | 24.          | 93           | 52.    | 11     | –        | –        |
| 2018/19 | 20.    | 357    | 16.          | 120          | 10.    | 237    | –        | –        |
| 2019/20 | 35.    | 188    | 40.          | 16           | 13.    | 106    | 7.       | 66       |
| 2020/21 | 23.    | 263    | 40.          | 20           | 7.     | 227    | 15.      | 16       |
| 2021/22 | 74.    | 66     | –            | –            | 51.    | 6      | 3.       | 60       |
| 2022/23 | 96.    | 18     | –            | –            | 40.    | 18     | –        | –        |
| 2023/24 | 65.    | 87     | 37.          | 36           | 40.    | 18     | 37.      | 51       |

### Europacup
- Saison 2015/16: 6. Abfahrtswertung
- Saison 2016/17: 2. Gesamtwertung, 1. Riesenslalom-Wertung, 4. Abfahrtswertung, 8. Super-G-Wertung
- 15 Podestplätze, davon 3 Siege:

| Datum            | Ort                  | Land       | Disziplin    |
| ---------------- | -------------------- | ---------- | ------------ |
| 11. März 2016    | Saalbach-Hinterglemm | Österreich | Abfahrt      |
| 4. Dezember 2016 | Trysil               | Norwegen   | Riesenslalom |
| 2. Februar 2017  | Châtel               | Frankreich | Riesenslalom |

### Juniorenweltmeisterschaften
- Hafjell 2015: 12. Abfahrt, 27. Slalom, 28. Super-Kombination, 31. Super G
- Sotschi 2016: 3. Mannschaft, 6. Slalom, 8. Abfahrt
- Åre 2017: 7. Slalom, 7. Super G, 10. Abfahrt

### Weitere Erfolge
- 2 norwegischer Meistertitel (Kombination 2017 und 2019)
- Australia New Zealand Cup: 3 Platzierungen unter den besten 10
- 12 Siege in FIS-Rennen